# Веріярве
Веріярве (ест. Verijärve) — село в Естонії, входить до складу волості Виру, повіту Вирумаа.